# Рандомизированное контролируемое испытание

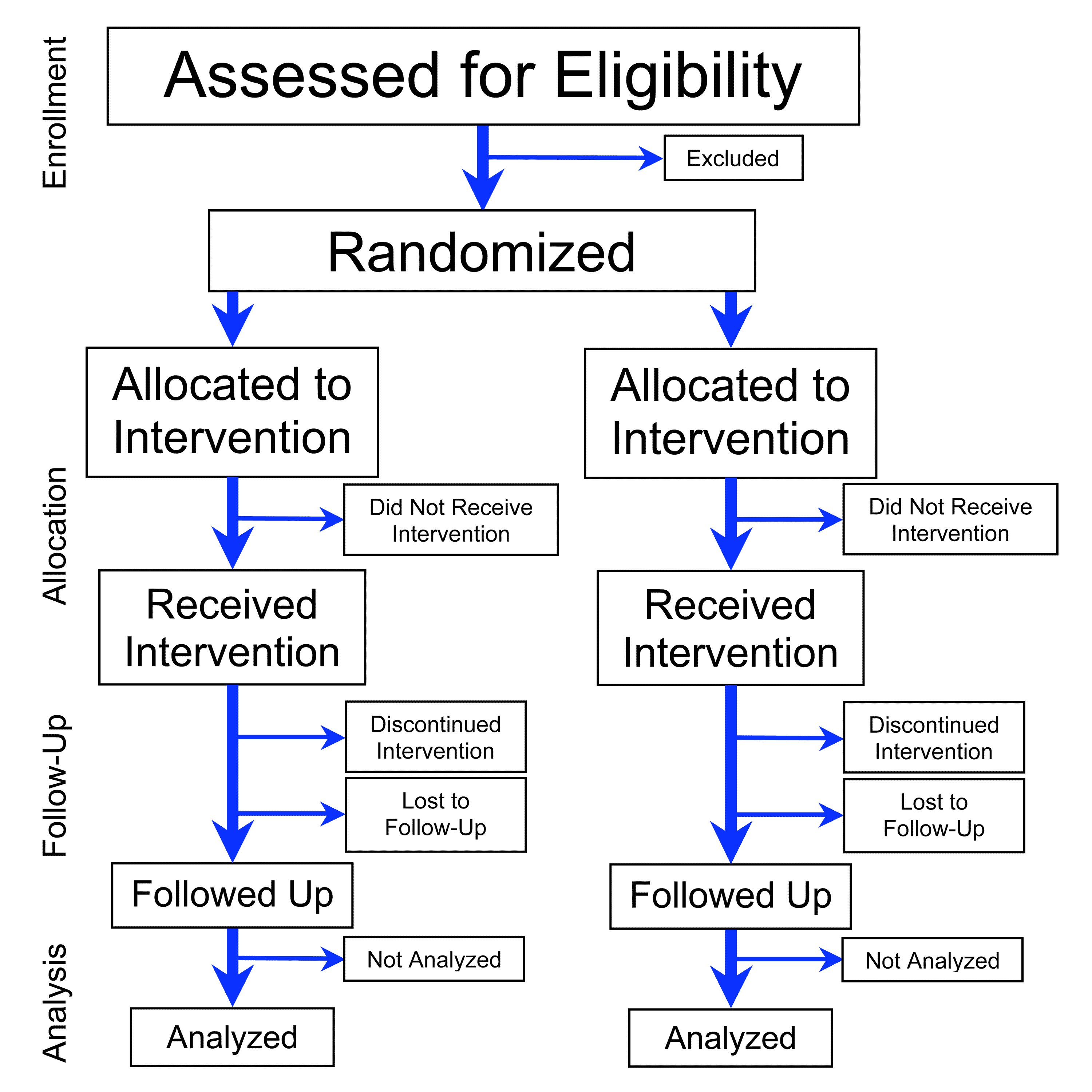
Эта блок-схема основана на документе «Блок-схема прогресса по фазам параллельного рандомизированного исследования двух групп (т.е. включение, распределение вмешательств, последующее наблюдение и анализ данных)»

Рандомизированное контролируемое испытание (рандомизированное контролируемое исследование, РКИ) — это тип научного (часто медицинского) эксперимента, целью которого является уменьшение определённых источников систематической ошибки (например, при проверке эффективности новых методов лечения). Это достигается путем случайного распределения субъектов в две или более группы, с различным отношением к ним, а затем сравнения их результатов. Одна группа — экспериментальная группа — оценивает вмешательство, в то время как другая — обычно называемая контрольной группой — имеет кардинальное отличие, такое как отсутствие вмешательства или использование плацебо. Группы исследуют в условиях плана исследования, чтобы увидеть, насколько эффективным было экспериментальное вмешательство. Эффективность лечения оценивается в сравнении с контрольной группой.
Испытание также может быть слепым. В слепом испытании информация, которая может повлиять на участников, скрывается до завершения эксперимента. В слепом испытании информация может скрываться от любого участника эксперимента, включая подопытных, исследователей, технических работников, аналитиков данных и оценщиков. Хорошее скрытие может уменьшить или устранить некоторые источники экспериментальной предвзятости.
Рандомизация (случайность) при распределении субъектов по группам уменьшает системную ошибку отбора и смещение распределения, балансируя как известные, так и неизвестные перемеренные (прогностические) факторы при назначении лечения. Слепое испытание уменьшает другие формы смещения экспериментатора и субъекта.
Термины «РКИ» (англ. RCT) и «рандомизированное исследование» (англ. randomized trial) иногда используются как синонимы, но последний термин упускает упоминание о контроле и поэтому может описывать исследования, в которых сравнивают несколько исследуемых групп друг с другом в отсутствие контрольной группы.

## Классификации

### По дизайну исследования
Одним из способов классификации РКИ является дизайн исследования. От наиболее распространенных в медицинской литературе до наименее распространенных категорий, основные категории планов исследования РКИ:
- Параллельная группа — каждый участник случайным образом назначается группе, и все участники группы получают (или не получают) вмешательство.
- Кроссовер — со временем каждый участник получает (или не получает) вмешательство в случайной последовательности[7][8].
- Кластер — уже существующие группы участников (например, деревни, школы) выбираются случайным образом для получения (или не получения) вмешательства.
- Факториал — каждый участник случайным образом распределяется по группе, которая получает определённую комбинацию вмешательств или невмешательства (например, группа 1 получает витамин X и витамин Y, группа 2 получает витамин X и плацебо Y, группа 3 получает плацебо X и витамин Y и группа 4 получает плацебо X и плацебо Y).

Анализ 616 РКИ, проиндексированных в PubMed в декабре 2006 года, показал, что 78 % были исследованиями в параллельных группах, 16 % были перекрестными, 2 % были расщепленными, 2 % были кластерными и 2 % были факториальными.
Эталонным дизайном клинических исследований являются рандомизированные контролируемые двойные слепые исследования, при которых рандомизация осуществляется тайно, а контрольная группа получает плацебо, не отличимое от исследуемого вмешательства.

## Рандомизация
Преимущества правильной рандомизации в РКИ включают в себя:
- «Это устраняет предвзятость при назначении лечения», в частности, предвзятость выбора и смешение.
- «Это облегчает ослепление (маскировку) идентичности процедур от исследователей, участников и экспертов».
- «Это позволяет использовать теорию вероятностей, чтобы выразить вероятность того, что любая разница в результатах между группами лечения просто указывает на шанс».

В рандомизации пациентов к различным вмешательствам участвуют два процесса. Первый — это выбор процедуры рандомизации для генерации непредсказуемой последовательности распределений. Это может быть простое случайное распределение пациентов в любой из групп с равными вероятностями, может быть «ограниченным» или может быть «адаптивным». Вторым и более практичным вопросом является сокрытие распределения, которое относится к строгим мерам предосторожности, принятым для обеспечения того, чтобы групповое распределение пациентов не было выявлено до окончательного распределения их по соответствующим группам. Неслучайные «систематические» методы группового назначения, такие как чередование субъектов между одной группой и другой, могут иметь «безграничные возможности для манипуляций» и могут привести к нарушению сокрытия распределения.
Однако эмпирические доказательства того, что адекватная рандомизация меняет результаты относительно неадекватной рандомизации, было трудно обнаружить.

### Методика проведения
Идеальная процедура рандомизации позволила бы достичь следующих целей:
- Максимизировать статистическую мощность, особенно в анализе подгрупп. Как правило, равные размеры групп максимизируют статистическую мощность, однако, неравные размеры групп могут быть более мощными для некоторых анализов (например, многократное сравнение плацебо по сравнению с несколькими дозами с использованием процедуры Даннетта[15]), и иногда желательны по неаналитическим причинам (например, пациенты могут быть более мотивированы к регистрации, если есть больше шансов получить тестовое лечение, или регулирующие органы могут потребовать минимальное количество пациентов, подвергнутых лечению)[16].
- Минимизировать смещение выбора. Это может произойти, если исследователи могут сознательно или неосознанно отдавать предпочтение пациентам между группами лечения. Хорошая процедура рандомизации будет непредсказуемой, так что исследователи не смогут угадать распределение группы следующего субъекта на основании предыдущих назначений лечения. Риск предвзятости выбора наиболее высок, если известны предыдущие назначения лечения (как в не слепых исследованиях) или можно предположить (возможно, если лекарство имеет характерные побочные эффекты).
- Минимизировать смещение распределения. Это может происходить, когда переменные, которые влияют на результат, не одинаково распределены между группами лечения, и эффект лечения смешивается с эффектом переменных (то есть, «случайным смещением»[11][17]). Если процедура рандомизации вызывает дисбаланс в переменных, связанных с исходом по группам, оценки эффекта могут быть смещены, если они не скорректированы для переменных (что может быть неизменным и, следовательно, его невозможно скорректировать).

Тем не менее, ни одна процедура рандомизации не отвечает этим целям при любых обстоятельствах, поэтому исследователи должны выбрать процедуру для данного исследования, основываясь на её преимуществах и недостатках.

#### Простое рандомизирование
Это обычно используемая и интуитивно понятная процедура, похожая на «повторное честное подбрасывание монет». Также известная как англ. complete «полная» или англ. unrestricted «неограниченная» рандомизация, она устойчива как к отбору, так и к случайным отклонениям. Тем не менее, её основным недостатком является возможность несбалансированных размеров групп в небольших РКИ. Поэтому она рекомендуется только для РКИ с более чем 200 субъектами.

#### Ограниченная рандомизация
Чтобы сбалансировать размеры групп в более мелких РКИ, рекомендуется некоторая форма «ограниченной» рандомизации. Основные типы ограниченной рандомизации, используемые в РКИ:
- Рандомизация блоков с перестановками англ. Permuted-block randomization или блочная рандомизации англ. blocked randomization: указываются «размер блока» и «коэффициент распределения» (количество субъектов в одной группе по сравнению с другой группой), и субъекты распределяются случайным образом в каждом блоке[12]. Например, размер блока 6 и коэффициент распределения 2: 1 приведет к случайному распределению 4 субъектов в одну группу и 2 в другую. Этот тип рандомизации может сочетаться с «стратифицированной рандомизацией», например, по центру в многоцентровом испытании, чтобы «обеспечить хороший баланс характеристик участников в каждой группе»[4]. Частным случаем рандомизации перестановочных блоков является случайное распределение, при котором вся выборка рассматривается как один блок[12]. Основным недостатком рандомизации перестановочных блоков является то, что даже если размеры блоков велики и случайным образом изменяются, процедура может привести к смещению выбора[14]. Другим недостатком является то, что для «правильного» анализа данных от перестановочно рандомизированных блоков РКИ требуется стратификация по блокам[18].
- Адаптивные методы рандомизации с предвзятыми монетами англ. Adaptive biased-coin randomization (из которых англ. urn randomization «рандомизация урн» является наиболее широко известным типом): в этих относительно необычных методах вероятность быть назначенной группе уменьшается, если группа перепредставлена, и увеличивается, если группа недопредставлена[12]. Считается, что эти методы менее подвержены влиянию смещения выбора, чем рандомизация перестановочных блоков[18].

### Сокрытие распределения
Сокрытие распределения (определяемое как «процедура защиты процесса рандомизации таким образом, чтобы назначаемое лечение не было известно до того, как пациент был включен в исследование»), является важным в РКИ. На практике клинические исследователи в РКИ часто испытывают трудности в поддержании беспристрастности. Существует множество историй о том, что исследователи держат запечатанные конверты у фонарей или обыскивают офисы, чтобы определить групповые задания, чтобы диктовать назначение их следующему пациенту. Такая практика привносит предвзятость выбора и факторы, которые мешают рандомизации, что может привести к искажению результатов исследования. Надлежащее сокрытие распределения должно побудить пациентов и исследователей к определению распределения лечения после начала исследования и после его завершения. Связанные с лечением побочные эффекты или неблагоприятные события могут быть достаточно конкретными, чтобы выявить распределение среди исследователей или пациентов, тем самым внося систематическую ошибку или влияя на любые субъективные параметры, собранные исследователями или запрошенные у субъектов.
Некоторые стандартные методы обеспечения сокрытия выделяют включение последовательно пронумерованные, непрозрачные, запечатанные конверты, последовательно пронумерованные контейнеры, контролируемая фармацевтикой рандомизация, и центральная рандомизация. Рекомендуется, чтобы методы маскирования распределения были включены в протокол РКИ, и чтобы методы маскирования распределения были подробно представлены в публикации результатов РКИ; однако, исследование 2005 года установило, что у большинства РКИ скрыта маскировка распределения в их протоколах, или в их публикациях или в обоих. С другой стороны, исследование 146 метаанализов, проведенное в 2008 году, пришло к выводу, что результаты РКИ с неадекватным или нечетким сокрытием распределения имели тенденцию быть склонными к положительным эффектам, только если результаты РКИ были субъективными, а не объективными.

### Размеры выборки
Количество лечебных груп (субъектов или групп субъектов), назначенных контрольной и лечебной группам, влияет на надежность РКИ. Если эффект от лечения невелик, количество единиц лечения в любой группе может оказаться недостаточным для отклонения нулевой гипотезы в соответствующем статистическом тесте. Неспособность отвергнуть нулевую гипотезу будет означать, что лечение не показывает статистически значимого результата на экспериментальной группе в данном тесте. Но по мере увеличения размера выборки тот же РКИ может продемонстрировать значительный эффект лечения, даже если этот эффект мал.

## Слепой метод
РКИ могут быть ослеплены (также называемыми «маскированными») «процедурами, которые не позволяют участникам исследования, лицам, осуществляющим уход, или оценщикам узнать, какое вмешательство было получено». В отличие от сокрытия распределения, ослепление иногда неуместно или невозможно выполнить в РКИ; например, если РКИ включает лечение, в котором необходимо активное участие пациента (например, физиотерапия), от участника невозможно скрыть вмешательство.
Традиционно слепые рандомизированные клинические испытания классифицируются как «одиночные слепые», «двойные слепые» или «тройные слепые»; однако в 2001 и 2006 годах два исследования показали, что эти термины имеют разные значения для разных людей. В заявлении CONSORT (Consolidated Standards of Reporting Trials) 2010 года указывается, что авторам и редакторам не следует использовать термины «одиночный слепой», «двойной слепой» и «тройной слепой»; вместо этого в отчетах о слепом РКИ следует обсудить «Если это будет сделано, кто был ослеплен после назначения на вмешательства (например, участники, поставщики медицинских услуг, те, кто оценивает результаты) и как.».

## Авторитетность
Систематический обзор рандомизированных контролируемых исследований минимизируют предвзятость и является наиболее надёжным способом интерпретировать причинно-следственные связи.
| Авторитетность | Тип данных                                                                                               |
| -------------- | --- |
| 1а (Высшая)    | Метаанализ рандомизированных контролируемых исследований (РКИ)                                           |
| 1b (Высокая)   | Хотя бы одно РКИ                                                                                         |
| 2а             | Хотя бы одно хорошо выполненное контролируемое исследование без рандомизации                             |
| 2b             | Хотя бы одно хорошо выполненное квазиэкспериментальное исследование                                      |
| 3              | Хорошо выполненные неэкспериментальные исследования: сравнительные, корреляционные или «случай-контроль» |
| 4 (Низкая)     | Экспертное консенсусное мнение либо клинический опыт признанного авторитета                              |

## История
Рандомизированные контролируемые испытания проводятся с середины XX века. Они являются основой доказательной медицины. При анализе результатов РКИ используются статистические методы, определяющие научную обоснованность получаемых выводов. РКИ оптимально для оценки эффективности лечения и имеет низкую вероятность возникновения систематической ошибки. Недостатками РКИ являются сложность осуществления и невозможность распространения результатов на некоторые популяции.